# 巴伐利亞的希爾德加德 (1881-1948)
巴伐利亞的希爾德加德（德語：Hildegard von Bayern，1881年3月5日—1948年2月2日），巴伐利亞國王路德維希三世的第四女。
希爾德加德終生未婚，1948年去世，享年66歲。